# Free in the Park
Free in the Park es un bootleg en vivo de la banda británica Queen, publicado en 1976 por Mac Records. El álbum fue publicado sólo en Japón como un lanzamiento de edición limitada.
El autor Alessandro Carugini lo posicionó en el puesto #19 de Los 50 Mejores Bootlegs de Queen.

## Antecedentes
El Sábado, 18 de septiembre de 1976, Queen realizó un espectáculo en el Hyde Park, Londres. Fue un concierto masivo organizado con ayuda del emprendedor Richard Branson (creador de Virgin Records) como un gesto de agradecimiento a sus seguidores de Reino Unido por su apoyo y lealtad, especialmente durante el año anterior debido al éxito masivo de «Bohemian Rhapsody» y A Night at the Opera.
El concierto ocurrió durante las sesiones de grabación para su siguiente álbum, A Day at the Races. En esta gira se vio a Queen añadiendo dos canciones del repertorio de A Night at the Odeon por la primera vez; «You're My Best Friend» y «'39». En adición, la banda también debutó dos nuevas canciones de A Day at the Races, «Tie Your Mother Down» y «You Take My Breath Away».

## Lista de canciones

### Lado uno
1. «Overture»
2. «Bohemian Rhapsody» (Opera and Rock Section)
3. «Sweet Lady»
4. «You're My Best Friend»
5. «Bohemian Rhapsody» (Ballad Section)
6. «Killer Queen»
7. «The March of the Black Queen»
8. «Bohemian Rhapsody» (Reprise)
9. «Bring Back That Leroy Brown»
10. «Brighton Rock»
11. «Son and Daughter»

### Lado dos
1. «'39»
2. «You Take My Breath Away»
3. «The Prophet's Song»
4. «Stone Cold Crazy»
5. «Liar»
6. «In the Lap of the Gods... Revisited»